# جردن بل
جردن بل (انگلیسی: Jordan Bell؛ زادهٔ ۷ ژانویهٔ ۱۹۹۵) بازیکن بسکتبال اهل ایالات متحده آمریکا است.
از باشگاه‌هایی که در آن بازی کرده‌است می‌توان به ممفیس گریزلیز، بسکتبال مردان اورگن داکس، مینه‌سوتا تیمبرولوز، و گلدن استیت واریرز اشاره کرد.